# Droga wojewódzka nr 184

Przebieg DW184 w Szamotułach

Węzeł dróg 92 i 184 koło Poznania do 2020 roku.

Droga wojewódzka nr 184 (DW184) – droga wojewódzka klasy G w środkowej części woj. wielkopolskiego o długości około 42 km. Droga przebiega przez 2 powiaty: poznański (gminy: Tarnowo Podgórne), szamotulski (gminy: Szamotuły) oraz przez Szamotuły, Ostroróg i Wronki.

## Historia numeracji i kategorii
Przed 1986 rokiem droga na odcinku Przeźmierowo – Szamotuły posiadała numer p34, jednak na ówcześnie wydawanych mapach i atlasach drogowych trasa była przedstawiana jako droga drugorzędna i tzw. „droga inna” (lokalna). Nieznane jest historyczne oznaczenie drogi na dalszym przebieg z Szamotuł do Wronek.
14 lutego 1986 roku weszła w życie uchwała Rady Ministrów z grudnia 1985 roku, na mocy której droga otrzymała numer 184. W latach 1985 – 1998 posiadała kategorię drogi krajowej. Od 1 stycznia 1999 r. jest drogą wojewódzką.

## Dopuszczalny nacisk na oś
Od 13 marca 2021 roku na drodze dozwolony jest ruch pojazdów o nacisku pojedynczej osi do 11,5 tony z wyjątkiem określonych miejsc oznaczonych znakiem zakazu B-19.

### Do 13 marca 2021
Wcześniej trasa była objęta ograniczeniami dopuszczalnego nacisku pojedynczej osi:
| Znak  | Dopuszczalny nacisk | Odcinek                       |
| ----- | ------------------- | ----------------------------- |
| DW184 | do 10 ton           | Szamotuły – Przeźmierowo      |
| DW184 | do 8 ton            | Wronki – Ostroróg – Szamotuły |

## Miejscowości leżące przy trasie DW184
- Napachanie (S11)
- Mrowino
- Cerekwica
- Szamotuły (DW185, DW187)
- Ostroróg (DW306)
- Wronki (DW140, DW182)

### Dawny przebieg
- Przeźmierowo (DK92)
- Poznań (peryferyjna część Wielkie)
- Baranowo

## Zmiany przebiegu
Do końca 2003 roku trasa na obszarze Szamotuł biegła przez ścisłe centrum miasta. Na mocy uchwały sejmiku województwa wielkopolskiego z dnia 26 maja 2003 r. 1 stycznia 2004 roku dokonano zmiany przebiegu dróg nr 184 i 187 na obecnie obowiązujący, z całkowitym ominięciem śródmieścia i rynku.
W 2020 roku, na mocy Uchwały Nr XXII/425/20 Sejmiku Województwa Wielkopolskiego z dnia 28 września 2020 r., odcinek od węzła z zachodnią obwodnicą Poznania (S11) do Przeźmierowa, o długości 6,639 km, wyłączono z przebiegu drogi nr 184 i przeklasyfikowano na drogę powiatową klasy Z o numerze 2516P. Nie zmieniono większości drogowskazów w obrębie zdegradowanego odcinka, co oznacza że droga powiatowa nadal posiada – już nieaktualne – oznakowanie drogi wojewódzkiej.